# Ostuacán
La città di Ostuacán è a capo dell'omonimo comune, nello stato del Chiapas, Messico. Conta 3 278 abitanti secondo le stime del censimento del 2005 e le sue coordinate sono 17°24'N 93°20'W.

## Storia
Durante l'epoca preispanica, l'attuale territorio del comune di Jitotol appartenne alla nazione zoque. Il suo nome originario era San Pablo Ostuacán. Durante la prima parte della colonia la popolazione indigena decrebbe notevolmente..

Dal 1983, in seguito alla divisione del Sistema de Planeación, è ubicata nella regione economica V: NORTE.

## Toponimia
Il nome Ostuacán significa "Grotta della Tigre".